# Guido Boni
Guido Boni (ur. 7 lutego 1892 w Vicchio, zm. 15 grudnia 1956 tamże) – włoski gimnastyk, medalista olimpijski.
W 1912 r. reprezentował barwy Zjednoczonego Królestwa Włoch na letnich igrzyskach olimpijskich w Sztokholmie, zdobywając złoty medal w wieloboju drużynowym. Startował również w wieloboju indywidualnym, zajmując 4. miejsce. W 1913 r. zdobył trzy medale podczas mistrzostw świata w Paryżu: dwa złote (w ćwiczeniach na kółkach i ćwiczeniach na poręczach) oraz brązowy (w wieloboju drużynowym).